# EPIC 204278916
EPIC 204278916 es una estrella de presecuencia principal, de unos cinco millones de años con un tipo espectral de M1, lo que implica que es una enana roja. Es parte del subgrupo Scorpius Superior de la Asociación Scorpius-Centaurus, y está en la constelación de Escorpio. La estrella tiene aproximadamente el tamaño del Sol a 0,97 R☉, pero sólo tiene la mitad de su masa (0,50 M☉) y una fracción de su luminosidad (0,15 L☉).
Este objeto estelar se caracterizó por primera vez por el 2.º USNO CCD Astrograph Catalog y el Two Micron All-Sky Survey, y fue estudiado durante la misión extendida K2 del telescopio espacial Kepler,  campaña 2, entre el 23 de agosto y el 13 de noviembre de 2014.

## Luminosidad

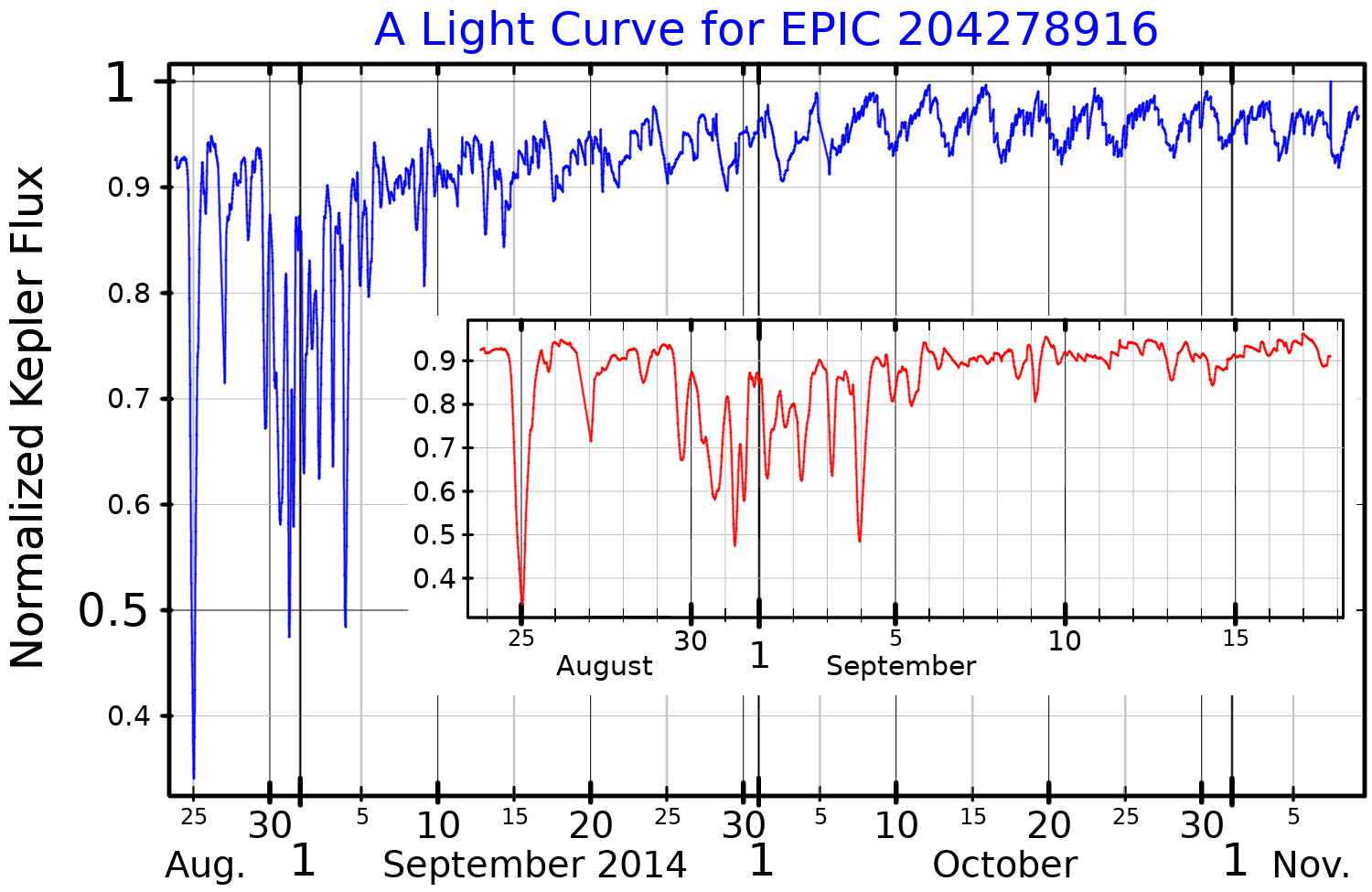
Curva de luz de EPIC 204278916

En agosto de 2016, un equipo de astrónomos, dirigido por Simone Scaringi del Instituto Max Planck de Física Extraterrestre en Alemania, informó que esta estrella enana roja tiene un disco circunestelar resuelto. Además, el equipo de investigación observó disminuciones inusuales de la luminosidad de hasta el 65 % por 25 días consecutivos (de 79 días totales de la observación). La variabilidad en la luminosidad fue altamente periódica y se atribuyó a la rotación estelar. Los investigadores plantearon la hipótesis de que las disminuciones irregulares fueron causadas por un borde de disco interno deformado o objetos de tipo cometario transitando en órbitas circulares o excéntricas.